# Theodor Gustav Heinrich Eimer
Theodor Gustav Heinrich Eimer est un zoologiste suisse néo-lamarckien, né le 22 février 1843 à Stäfa, près de Rapperswil et mort le 29 mai 1898 à Tübingen.
Il est le fils d’Heinrich Eimer et d’Albertine née Pfenninger. Il étudie la médecine et les sciences naturelles dans les universités allemandes de Tübingen, Fribourg, Heidelberg et Berlin. Il étudie notamment auprès de Rudolph Ludwig Karl Virchow (1821-1902) et de Albert von Kolliker (1817-1905). Il est diplômé en médecine en 1868 et les sciences en 1869. Il se marie avec Anna Lutteroth en 1870, union dont naîtra deux fils.
En 1870, il donne des conférences de zoologie à Wurtzbourg puis travaille au muséum de Darmstadt. En 1874, il enseigne au Polytechnikum puis à Tübingen en 1875. Eimer voyage en Italie, en Turquie, dans les Balkans et en Égypte de 1878 à 1879. Eimer travaille sur les questions de morphologie, d’histologie et d’anatomie. Il s’intéresse notamment au concept d’orthogenèse et s’oppose à la théorie de l’évolution proposée par Charles Darwin (1809-1882).

## Liste partielle des publications

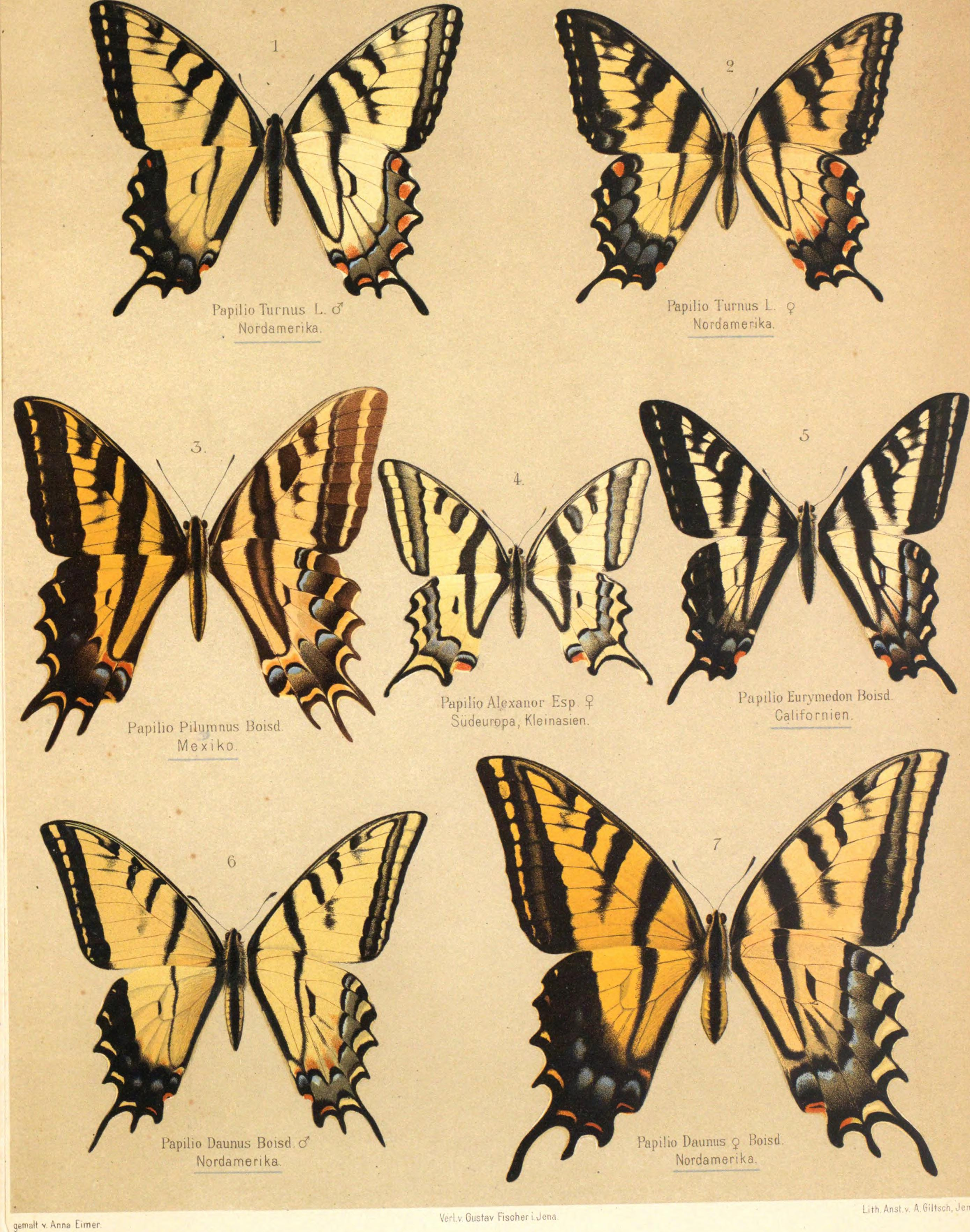
Die Artbildung und Verwandtschaft bei den Schmetterlingen.

- Zur Geschichte der Becherzellen, insbesondere derjenigen der Schleimhaut des Darmcanals... Als Inaugural-Dissertation gedruckt (Berlin, 1868).
- Ueber die Ei- oder Kugelförmigen sogenannten Psorospermien der Wirbelthiere. Ein Beitrag zur Entwicklungsgeschichte der Gregarinen und zur Kenntniss dieser Parasiten als Krankheitsursache (Wurtzbourg, 1870).
- Zoologische Studien auf Capri...  (Leipzig, Wurtzbourg, 1873-1874).
- Zoologische Untersuchungen mit besonderer Berücksichtigung der Biologie... (Wurtzbourg, 1874).
- Die Medusen physiologisch und morphologisch auf ihr Nervensystem untersucht (Tübingen, 1878).
- Die Entstehung der Arten auf Grund von Vererben erworbener Eigenschaften nach den Gesetzen organischen Wachsens. Ein Beitrag, zur einheitlichen Auffassung der Lebewelt, etc. (trois volumes, Iéna, 1888-1901 — traduit par en anglais par Joseph Thomas Cunningham (en) (1859-1935) sous le titre de Organic Evolution as the result of the inheritance of acquired characters according to the laws of organic growth..., Macmillan & Co., Londres, 1890).
- Die Artbildung und Verwandtschaft bei den Schmetterlingen. Eine systematische Darstellung der Abänderungen, Abarten und Arten der segelfalter-ähnlichen Formen der Gattung Papilio, etc.  (deux parties, Iéna, 1889-1895).